# Svarttjärnen (Revsunds socken, Jämtland, 696099-147061)
Svarttjärnen är en sjö i Bräcke kommun i Jämtland och ingår i Ljungans huvudavrinningsområde. Sjön har en area på 0,0459 kvadratkilometer och ligger 341,2 meter över havet.

## Delavrinningsområde
Svarttjärnen ingår i det delavrinningsområde (696218-147100) som SMHI kallar för Mynnar i Revsundssjön. Medelhöjden är 344 meter över havet och ytan är 8,14 kvadratkilometer. Räknas de 3 avrinningsområdena uppströms in blir den ackumulerade arean 20,37 kvadratkilometer. Fänån som avvattnar avrinningsområdet har biflödesordning 3, vilket innebär att vattnet flödar genom totalt 3 vattendrag innan det når havet efter 198 kilometer. Avrinningsområdet består mestadels av skog (83 procent) och sankmarker (13 procent). Avrinningsområdet har 0,14 kvadratkilometer vattenytor vilket ger det en sjöprocent på 1,8 procent.